# Saint-Laurent-du-Mont

Saint-Laurent-du-Mont este o comună în departamentul Calvados, Franța. În 2015 avea o populație de 192 de locuitori.